# Norbert Greinacher
Norbert Greinacher (* 26. April 1931 in Freiburg im Breisgau; † 5. März 2022 in Tübingen) war ein deutscher römisch-katholischer Geistlicher, Hochschullehrer und katholischer Theologe.

## Leben
Nach seiner Schulzeit in Freiburg studierte Greinacher, Sohn des Historikers Anton Greinacher, von 1950 bis 1956 Theologie, Philosophie und Soziologie an der Albert-Ludwigs-Universität Freiburg und teilweise am Institut Catholique in Paris. In Freiburg wurde er mit der Dissertation „Soziologie der Pfarrei“ zum Dr. theol. promoviert. 1956 empfing Greinacher die Priesterweihe. Nach zwei Jahren als Kaplan in Baden-Baden wurde er 1958 Leiter des Pastoralsoziologischen Instituts des Bistums Essen. Nach kurzem Dienst als Pfarrer in Badenweiler 1963/1964 wurde er an der katholisch-theologischen Fakultät in Wien wissenschaftlicher Assistent bei dem Pastoraltheologen Ferdinand Klostermann. 1966 habilitierte er sich dort im Fach Pastoraltheologie mit der Arbeit „Die Kirche in der städtischen Gesellschaft“. Eine Dozentur für Katholische Theologie an der Pädagogischen Hochschule in Reutlingen sowie eine Dozentur für Pastoraltheologie an der katholisch-theologischen Fakultät der Universität Münster schlossen sich an. 1969 wurde er an die katholisch-theologische Fakultät der Universität Tübingen berufen, wo er 1971 zum Ordentlichen Professor und Lehrstuhlinhaber für Praktische Theologie ernannt wurde. Im September 1997 wurde er emeritiert.
1980 veröffentlichte er das Buch Die Kirche der Armen – Zur Theologie der Befreiung, mit dem er die lateinamerikanische Befreiungstheologie einem deutschen Leserkreis nahe brachte. Nach einer ausführlichen Vorstellung der Befreiungstheologie erläuterte er den Konflikt, den diese in der katholischen Kirche auslöste, und die Entwicklung, die die Befreiungstheologie daraufhin durchmachte, bevor er im vierten Hauptteil mit den Auswirkungen und Errungenschaften sein Buch beschloss.
Greinacher war seit 1975 Mitglied der SPD. 1991 wurde er mit dem Verdienstorden der Bundesrepublik Deutschland (Verdienstkreuz 1. Klasse) ausgezeichnet.
Er verstarb im Alter von 90 Jahren am 5. März 2022 in Tübingen.

## Schriften (Auswahl)
- als Hrsg. mit Rolf Zerfaß: Einführung in die Praktische Theologie. 1976.
- Ehe in der Diskussion. Was hat die Kirche zur Ehe zu sagen? (mit Franz Böckle, Felizitas Betz). Freiburg i. Br. 1970
- Die Kirche der Armen – Zur Theologie der Befreiung. München 1980, ISBN 978-3-492-00496-1
- Der Fall Küng – eine Dokumentation (Herausgeber, mit Herbert Haag). München 1986, ISBN 978-3-492-02583-6
- Katholische Kirche – wohin? Wider den Verrat am Konzil. (Herausgeber, mit Hans Küng). München 1986, ISBN 978-3-492-00788-7
- Herausforderung im Hinterhof. Das neue Nicaragua – eine Bestandsaufnahme (Herausgeber). Wuppertal 1986, ISBN 978-3-87294-320-0
- Der Schrei nach Gerechtigkeit. Elemente einer prophetischen politischen Theologie. München 1986, ISBN 978-3-492-10643-6
- Umkehr und Neubeginn: der Nord-Süd-Konflikt als Herausforderung an die Theologie und die Kirche Europas (mit Clodovis Boff). Freiburg/Schweiz 1986, ISBN 3-905575-15-9.
- Leidenschaft für die Armen. Die Theologie der Befreiung (Herausgeber). München 1990, ISBN 978-3-492-11065-5
- Der pastorale Notstand. Notwendige Reformen für eine zukunftsfähige Kirche (mit Ottmar Fuchs u. a.). Düsseldorf 1992, ISBN 978-3-491-72267-5
- Das Neue wächst. Radikale Veränderungen in der Kirche (mit Ottmar Fuchs, Leo Karrer). München 1995, ISBN 978-3-466-36428-2
- Von der Wirklichkeit zur Utopie: Der Weg eines Theologen. Frankfurt, M. 2010, ISBN 978-3-631-59573-2